# Ташкентское военное училище
Ташкентское военное училище — военно-учебное заведение императорской России, готовившее офицеров пехоты. Располагалось в Ташкенте.
Помимо Ташкентского военного училища в Ташкенте имелось учебное заведение, носившее название «Ташкентская школа для подготовки прапорщиков пехоты», которая была образована 2 ноября 1915 года. Школа производила подготовку прапорщиков для пополнения офицерского состава частей Туркестанского Военного Округа, а также частей, ведущих военные действия на фронтах Первой мировой войны. Просуществовала до ноября 1917 года, когда была расформирована по решению новых советских властей. Однако, по-видимому, эта информация возможно не вполне точна, так как по некоторым сведениям занятия в помещениях училища, переименованном в гимназию военного ведомства, продолжались до весны 1918 года.

## Создание училища
Ташкентское военное училище – военно-учебное заведение императорской России, готовившее офицеров пехоты, было открыто в Ташкенте высочайшим повелением от 6 июля 1914 года, незадолго до Первой мировой войны, и было самым молодым училищем России.
Новые учебные программы практически уравняли курсы военных и юнкерских училищ, что и вылилось в Приказ по военному-ведомству № 243. по которому все юнкерские училища переименовывались в военные.
Первоначально штат Ташкентского военного училища насчитывал 176 юнкеров, позднее был расширен до 220.
Ташкентское военное училище было закрыто решением новых властей 6 ноября 1917 года.

## Начальники училища
- Кондратович, Лука Лукич, генерал-майор, (15.07.1914 - 19.03.1916)
- Болотов, Иван Михайлович, генерал-майор, (19.03.1916 - 31.08.1917 )

## Здание училища
Поскольку постройка собственного здания училища была только в проекте, первоначально 1-я рота училища занимала здание Общественного собрания, 2-я занималась в Пушкинской школе. Позднее училище переехало в собственное здание, построенное на Паркентской улице. Позднее в этом здании располагалось Ташкентское высшее общевойсковое командное училище имени В. И. Ленина.

## Знаки различия
В декабре 1916 г. училищу было пожаловано знамя. В том же году был утвержден нагрудный знак Ташкентского военного училища. Он представлял собой серебряную бухарскую звезду с расположенным на ней шестиконечным золотым крестом, помещённым над золотым полумесяцем и соответствующей надписью. Юнкера этого училища носили малиновые погоны.

## Обучение
В училище принимали не только дворянскую молодежь, но и разночинцев - детей европейских жителей Ташкента.

## Участие в Октябрьской революции
С 28 октября по 1 ноября 1917 г. юнкера Ташкентского военного училища вместе с кадетами Ташкентского кадетского корпуса вели тяжелые бои с большевиками в городе.
Училище было расформировано новой властью, согласно постановлению от 6 ноября 1917 г.

## Ташкентское военное училище в советское время
В 1918 году в Ташкенте были организованы курсы красных командиров для подготовки младшего командного состава Красной армии. В конце двадцатых годов XX века эти курсы стали называться Объединенной военной школой, а с 1937 года стали называться Ташкентское пехотное училище. В дальнейшем училище получило название Ташкентское высшее общевойсковое командное Краснознаменное ордена Красной Звезды училище имени В.И. Ленина (ТВОКУ им. Ленина) или, как его называли в просторечье — Ленинское училище.
Это училище располагалось в том же здании, где ранее располагалось Ташкентское военное училище. Первоначально многие офицеры, ранее преподававшие в Ташкентском военном училище, также обучали курсантов на курсах красных командиров.